# 라만 선드럼
라만 선드럼(영어: Raman Sundrum, 1964–)은 미국의 이론물리학자이다. 랜들-선드럼 모형으로 유명하다.

## 생애
시드니 대학교에서 학사 학위를 수여받았고, 1990년 예일 대학교엣 박사 학위를 수여받았다. 이후 존스 홉킨스 대학교 물리·천문학과에서 동문회 100주년 석좌 교수(영어: Alumni Centennial Professor)로 있다가, 2010년 매릴랜드 대학교로 옮겼다.